# ミゲル (アメリカ合衆国の歌手)
ミゲル（英 : Miguel,1985年10月23日 - ）とは、アメリカ合衆国カリフォルニア州、ロサンゼルス出身のR&Bシンガーである。
本名は、ミゲル・ジョンテル・ピメンテル。2010年発表のデビューアルバム『All I Want Is You』は、ビルボード200にて45週に渡りチャートインを果たすロングランヒットを記録した。2012年末時点で、40万枚近くを売りあげている。

## 人物
メキシコ系アメリカ人の父と、アフリカ系アメリカ人の母の間に生まれる。幼い頃から、プロのミュージシャンになる事を目指していた彼は、2004年にインディーズレーベルの"Black Ice"と契約を結ぶことになった。この時、ちょうど17歳だった彼は、その後、本格的に作曲活動を行うようになる。彼の作る楽曲は、ファンクやソウル・ミュージックが交錯する独特な世界観を持っており、単にR&Bの枠に留まらない物が多い。2011年にはグラミー賞の『ベストR&Bソング』にノミネートされるなど、高い評価を受けている。
2025年にはBTSのJ-HOPEとのコラボレーション・シングル「スウィート・ドリームス」を発表。

## ディスコグラフィ

### アルバム
| 2010                                      | All I Want Is You  | - 発売日: 2010年11月30日 - レーベル: Bystorm, Jive - フォーマット: CD, digital download - 全米売上: 45.5万枚 | 37 | —  | —  | —  |                |
| 2012                                      | Kaleidoscope Dream | - 発売日: 2012年10月2日 - レーベル: RCA - フォーマット: CD, LP, digital download - 全米売上: 53.5万枚        | 3  | 45 | 26 | —  | - US: ゴールド |
| 2015                                      | Wildheart          | - 発売日: 2015年6月29日 - レーベル: RCA - フォーマット: CD, digital download - 全米売上: 6.5万枚             | 2  | 8  | —  | 31 |                |
| "—"は未発売またはチャート圏外を意味する。 |                    | |    |    |    |    |                |

### ミックステープ
- Mischief: The Mixtape (2008)

## 映画出演
- 夜に生きる Live by Night (2016)
- デトロイト Detroit (2017)